# Karl Weinhold
Karl Gotthelf Jakob Weinhold (né le 26 octobre 1823 à Reichenbach en province de Silésie et mort le 15 août 1901 à Berlin) est un philologue allemand.
Comme médiéviste, il a défini les fondements historiques et le développement de la langue allemande, en particulier la grammaire du haut et moyen allemand. Weinhold est considéré comme un représentant de l'anthropologie romantique.

## Publications sélectives
- Die deutschen Frauen in dem Mittelalter. Ein Beitrag zu den Hausalterthümern der Germanen, 1850
- Mittelhochdeutsches Lesebuch, mit einem metrischen Anhang und einem Glossar, 1850
- Weihnacht-spiele und lieder aus Süddeutschland und Schlesien, 1853
- Ueber deutsche Dialectforschung, 1853
- Altnordisches leben, 1856
- Alemannische Grammatik, 1863
- Grammatik der deutschen Mundarten, 1863
- Bairische grammatik, 1867
- Heinrich Christian Boie. Beitrag zur Geschichte der deutschen Literatur im achtzehnten Jahrhundert, 1868
- Mittelhochdeutsche Grammatik, 1877
- Dramatischer Nachlass von J.M.R. Lenz, 1887
- Die Verbreitung und die Herkunft der Deutschen in Schlesien, 1887